# Tandara Caixeta
Tandara Alves Caixeta est une joueuse brésilienne de volley-ball née le 20 octobre 1988 à Brasilia. Elle mesure 1,84 m et joue au poste d'attaquante. Elle totalise 29 sélections en équipe du Brésil.

## Biographie
Avec l'équipe du Brésil de volley-ball féminin, elle est médaillée d'or olympique en 2012 à Londres.

## Clubs
| Club                       | De        | À         |
| -------------------------- | --------- | --------- |
| A.D. Brusque               | 2005-2006 | 2006-2007 |
| Grêmio de Vôlei Osasco     | 2007-2008 | 2007-2008 |
| Esporte Clube Pinheiros    | 2008-2009 | 2008-2009 |
| A.D. Brusque               | 2009-2010 | 2009-2010 |
| Volei Futuro               | 2010-2011 | 2010-2011 |
| Grêmio de Vôlei Osasco     | 2011-2012 | 2011-2012 |
| Sesi-SP                    | 2012-2013 | 2012-2013 |
| Campinas Voleibol Clube    | 2013-2014 | 2013-2014 |
| Praia Clube                | 2014-2015 | 2014-2015 |
| Minas Tênis Clube          | 2015-2016 | 2015-2016 |
| Osasco Voleibol Clube      | 2016-2017 | 2017-2018 |
| Guangdong Hengda           | 2018-2019 | 2018-2019 |
| Rio de Janeiro Volêi Clube | 2019-2020 | 2019-2020 |
| Osasco Voleibol Clube      | 2020-2021 | …         |

## Palmarès

### Équipe nationale
- Jeux Olympiques
  -  2012 à Londres.
- Grand Prix Mondial
  - Vainqueur : 2014, 2017.
  - Finaliste : 2011.
- World Grand Champions Cup
  - Vainqueur : 2013.
  - Finaliste : 2017.
- Championnat d'Amérique du Sud
  - Vainqueur : 2011, 2017.
- Coupe panaméricaine
  - Finaliste : 2007.
- Jeux Panaméricains
  - Vainqueur : 2011.
- Championnat du monde des moins de 20 ans
  - Vainqueur : 2007.
- Championnat d'Amérique du Sud  des moins de 20 ans
  - Vainqueur : 2006.
- Championnat du monde des moins de 18 ans
  - Vainqueur : 2005.
- Championnat d'Amérique du Sud  des moins de 18 ans
  - Vainqueur : 2004.

### Clubs
- Championnat du Brésil
  - Vainqueur : 2012.
  - Finaliste : 2017.
- Championnat sud-américain des clubs
  - Vainqueur : 2011.
- Coupe du Brésil
  - Vainqueur : 2018, 2020.
  - Finaliste  : 2007.

### Distinctions individuelles
- Championnat d'Amérique du Sud de volley-ball féminin 2017: MVP[4].
- World Grand Champions Cup féminine 2017: Meilleure attaquante[5].
- Ligue des nations féminine de volley-ball 2018: Meilleure attaquante.